# Leonhard Schmöller
Leonhard Schmöller (* 18. Dezember 1871 in Reut bei Jandelsbrunn; † 20. August 1945 in Passau) war ein deutscher Prälat und Hochschulprofessor in Passau.
Nach dem Studium wurde Schmöller 1893 zum Priester geweiht. Von 1896 bis 1898 studierte er weiter in Rom, wo er am Priesterkolleg Santa Maria dell’ Anima lebte. Anschließend war er Kooperator in St. Bartholomäus im Passauer Ortsteil Ilzstadt und ab 1899 Dozent im Priesterseminar St. Stephan in Passau. Von 1903 bis 1937 war er Professor an der PTH Passau, dort auch Rektor von 1920 bis 1923.
Schmöller war als Naturphilosoph bekannt und forschte auch heimatkundlich und kunstgeschichtlich. Er war Bischöflicher Geistlicher Rat. Im November 1933 unterzeichnete er das Bekenntnis der deutschen Professoren zu Adolf Hitler.

## Schriften
- Naturphilosophie, Regensburg 1909
- Die scholastische Lehre von Materie und Form, neuerdings dargestellt mit Rücksicht auf die Thatsachen und Lehren der Naturwissenschaft, Passau 1903 (repr. Editiones scholasticae 2013)